# Guadix
Guadix [ɡwaðiks] ist eine Stadt in einer fruchtbaren Hochebene im Nordosten der Provinz Granada (Spanien) in 915 m Höhe am Ufer des Río Guadix.
Der Ort ist vor allem für seine Höhlenviertel bekannt. Ermöglicht wird deren Entstehung durch das dort vorherrschende weiche Kalktuff- und Lössgestein. In dieses Gestein sind ca. 2000 Wohnhöhlen eingegraben, in denen je nach Quelle 4.000 bis 10.000 Menschen leben.

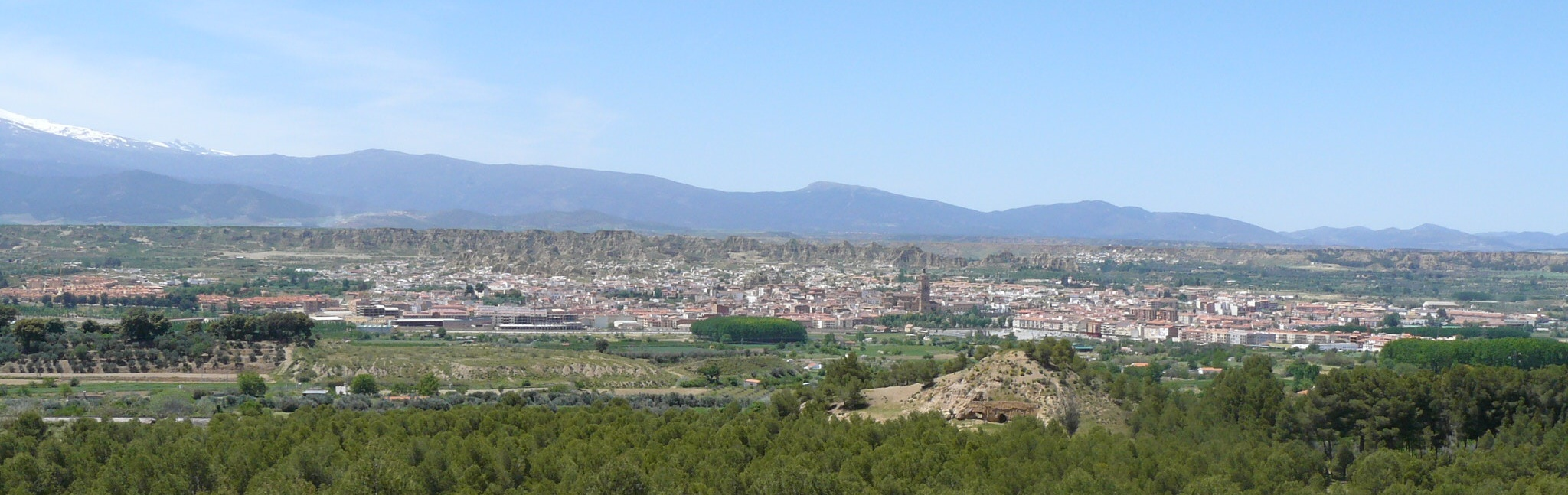
Panorama über Guadix

Blick auf Guadix und Sierra Nevada

## Geschichte
Guadix war bereits den Phöniziern im 8. Jahrhundert v. Chr. als Acci bekannt und wurde unter den Römern zu einer wohlhabenden Kolonie. Später wurde es durch das Wirken des Predigers Torquatus von Acci (spanisch San Torcuato) zu einer der ersten christlichen Städte in Spanien und zu einem der ersten und wichtigsten westgotischen Bischofssitze.
Unter den Mauren blühte die Stadt auf, wurde zu einem Zentrum der Seidenherstellung und bekam ihren heutigen Namen, der auf das arabische وادي آش / Wādī Āš / ‚Fluss des Lebens‘ zurückgeht.
1489 fiel die Stadt während der Reconquista (Rückeroberung) durch die Katholischen Könige in christliche Hände; unter den Christen wurden die Kathedrale, die Plaza Mayor und zahlreiche Kirchen gebaut. Die Innenstadt hat unter den napoleonischen Truppen (1810) und dem Spanischen Bürgerkrieg (1936) sehr gelitten.
1895 erreichte die Eisenbahn die Gemeinde mit der Inbetriebnahme des Abschnitts Guadix-Almería der Strecke Linares-Almería, der vier Jahre später vollständig fertiggestellt wurde. Am Stadtrand wurde ein Bahnhof mit wichtigen Einrichtungen wie einem Kreisverkehr, Werkstätten, Lokschuppen, Güterdocks usw. errichtet. Darüber hinaus wurde Guadix zu einem wichtigen Eisenbahnknotenpunkt, nachdem zu Beginn des 20. Jahrhunderts die Strecke Baza-Guadix, ein Teil der Eisenbahnstrecke Murcia-Granada, in Betrieb genommen wurde.
1985 wurde die Eisenbahnlinie Almendricos-Guadix stillgelegt und von der Region Levante getrennt, was zur Folge hatte, dass der Bahnhof Guadix an Bedeutung verlor. Seit 1987 ist Guadix eine Partnerstadt von Buenos Aires (Argentinien). Der Anlass für die Gründung der Partnerschaft war möglicherweise der 400. Geburtstag bzw. der 350. Todestag von Pedro de Mendoza.
Guadix diente als Filmkulisse für Indiana Jones und der letzte Kreuzzug (1989).

## Sehenswürdigkeiten

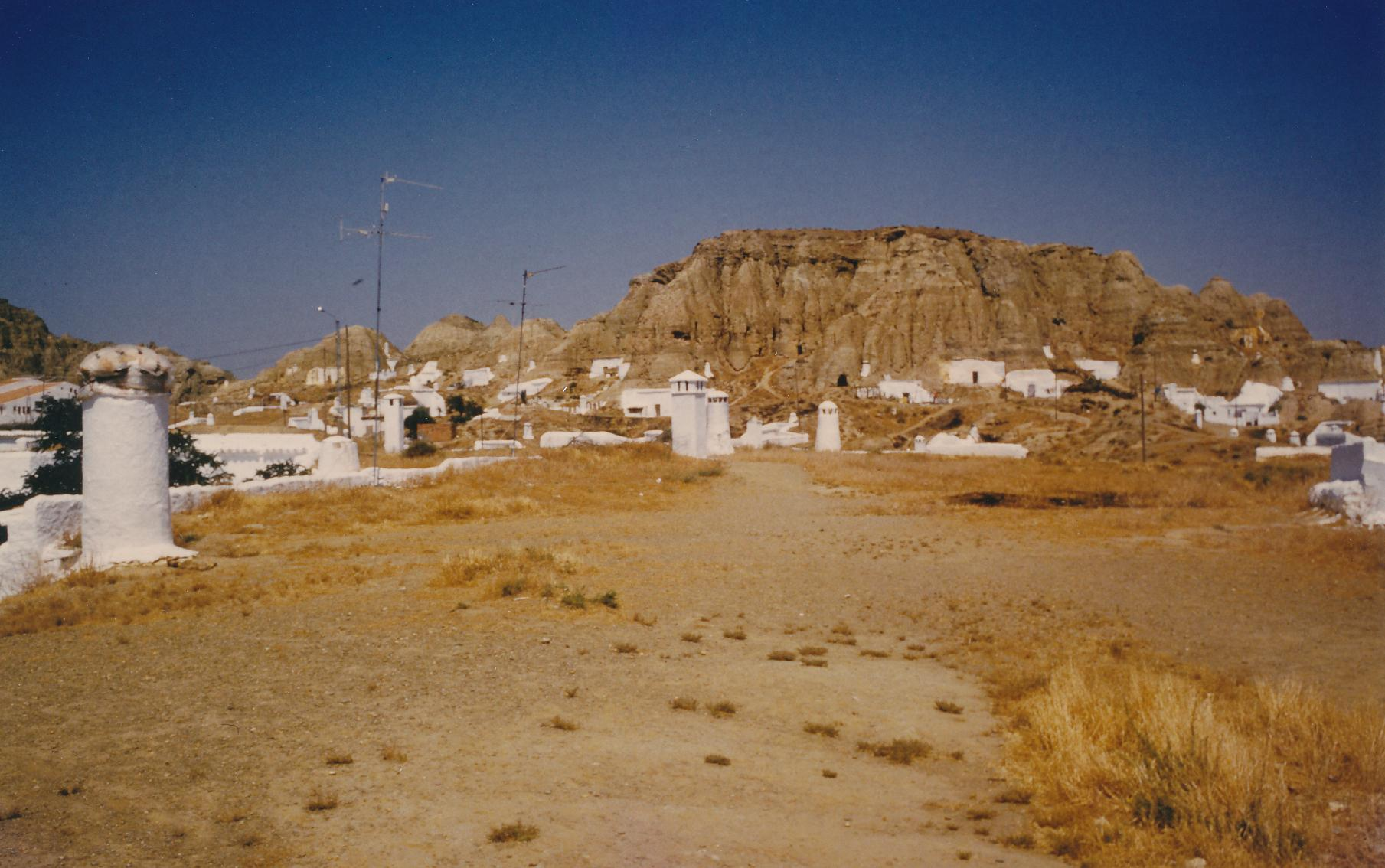
Höhlenwohnungen

Das Höhlenviertel (Troglodytos) liegt im Süden der Altstadt (Barrio de Santiago, siehe unten). Es fällt durch die konischen Hügel mit den weißgetünchten Fassaden und Schornsteinen schon von Weitem auf. Lange Zeit siedelten hier vor allem Künstler – Guadix ist für seine Töpfer und Roma (Kalé oder gitanos) bekannt. Das Spektrum der Wohnungen reicht von Luxus bis ärmliche Höhle.

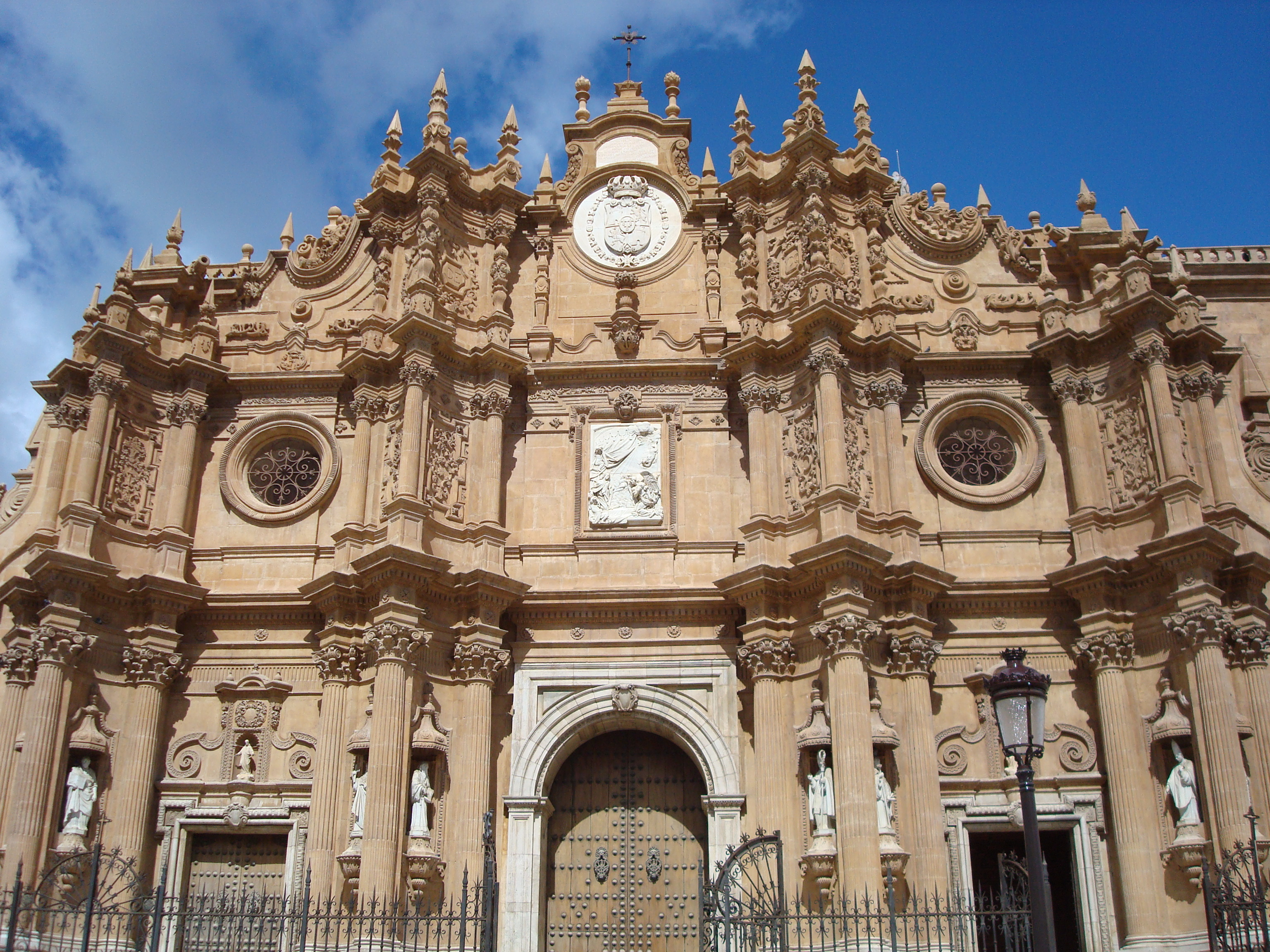
Kathedrale

Zentrum der Altstadt ist die Kathedrale, deren Bau im Jahr 1510 an der Stelle der Moschee begonnen und erst 1796 beendet wurde. Die lange Bauzeit führte zu einem Stilmix von Gotik über Renaissance bis Barock: Der ursprüngliche gotische Plan wurde von Diego de Siloé geändert, der unter anderem die Renaissancekuppel einfügte; Chorgestühl und Kanzel sowie die Westfassade sind die auffälligsten Barockelemente.
Weitere Sehenswürdigkeiten sind die arkadenbestandene Plaza Mayor, ein Renaissance-Platz aus dem 16. Jahrhundert, der nach den Zerstörungen im Spanischen Bürgerkrieg wieder aufgebaut wurde. Er liegt mitten im mittelalterlichen Judenviertel, in dem neben den Juden auch die arabischen Seidenweber lebten.
Im benachbarten Barrio de Santiago findet man die gleichnamige Renaissance-Kirche mit einem plateresken Hauptportal sowie den Palacio de Peñaflor, einen Renaissance-Palast mit schönem hölzernem Balkon. Hinter dem Palast liegt die Alcazaba (Festung), von der aus man einen großartigen Blick auf das Höhlenviertel und die Sierra Nevada hat. Der maurische Einfluss auf die Stadt ist auch bei Streifzügen durch die Stadtviertel Barrio de Santa Ana und Barrio de San Miguel spürbar.

## Persönlichkeiten
- Ibn Tufail (* 1110 in Guadix; † 1185 in Marrakesch), ein bedeutender arabisch-andalusischer Philosoph, Astronom, Arzt, Mathematiker und Sufi (islamischer Mystiker). Er ist außerdem der Autor eines philosophischen Inselromans („Robinsonade“).
- Pedro de Mendoza (* 1487 in Guadix; † 1537 auf dem Atlantischen Ozean), spanischer Konquistador, Begründer von Buenos Aires in Argentinien und Asunción in Paraguay.

## Städtepartnerschaften
- Buenos Aires, Argentinien
- Celanova, Spanien